# Edina (Minnesota)
Pour les articles homonymes, voir Edina.
Edina (en anglais [iːˈdaɪnə]) est une ville du comté de Hennepin du Minnesota, aux États-Unis. Edina est située dans la banlieue sud-ouest de Minneapolis, et commença en tant que petite communauté de fermes et de scieries dans les années 1860. Edina est aujourd'hui une communauté métropolitaine développée à 95 %.

## Géographie
Plusieurs autoroutes majeures passent à travers Edina ou ses environs, ce qui rend la ville accessible à toute la région métropolitaine. Les autoroutes d'État 62 et 100 divisent la ville en quatre sections. D'après le bureau du recensement des États-Unis, la ville a une superficie totale de 41,5 km2, dont 40,8 sur terre et 0,8 sur l'eau. Les zones résidentielles prennent la plus grande portion de la ville, qui est aujourd'hui développée à 95 %.

## Démographie
| Groupe            | Edina | Minnesota | États-Unis |
| ----------------- | ----- | --------- | ---------- |
| Blancs            | 88,1  | 85,3      | 72,4       |
| Asiatiques        | 6,1   | 4,0       | 4,8        |
| Afro-Américains   | 3,0   | 5,2       | 12,6       |
| Métis             | 1,8   | 2,4       | 2,9        |
| Autres            | 0,7   | 2,0       | 6,4        |
| Amérindiens       | 0,2   | 1,1       | 0,9        |
| Total             | 100   | 100       | 100        |
|                   |       |           |            |
| Latino-Américains | 2,3   | 4,7       | 16,7       |

Selon l'American Community Survey, pour la période 2011-2015, 87,74 % de la population âgée de plus de cinq ans déclare parler anglais à la maison, alors que 2,85 % déclare parler l'espagnol, 1,15 le français, 1,07 % l'hindi, 0,62 % une langue chinoise, 0,62 % le russe et 5,95 % une autre langue.

## Histoire

### Colonie
Edina commença en tant qu'une partie de la ville de Richfield. Dans les années 1850, 17 familles, la plupart immigrant à cause de la grande famine d'Irlande, vinrent au Minnesota et revendiquèrent des territoires de la section sud-ouest de ce qui était à l'époque Richfield Village. Ils furent suivis par des fermiers anglais et écossais, qui revendiquèrent d'autres territoires près de Minnehaha Creek. Les districts Baird and Grimes et County Club sont situés dans la partie nord-est d'Edina et furent les premières régions à être fondées.
En 1888, les résidents de la colonie eurent une réunion pour prendre en considération la fondation d'un nouveau village, se séparant ainsi de Richfield Village. L'idée fut acceptée favorablement par les membres de la communauté et un comité fut établi pour s'occuper de cette transition.

### Origine du nom

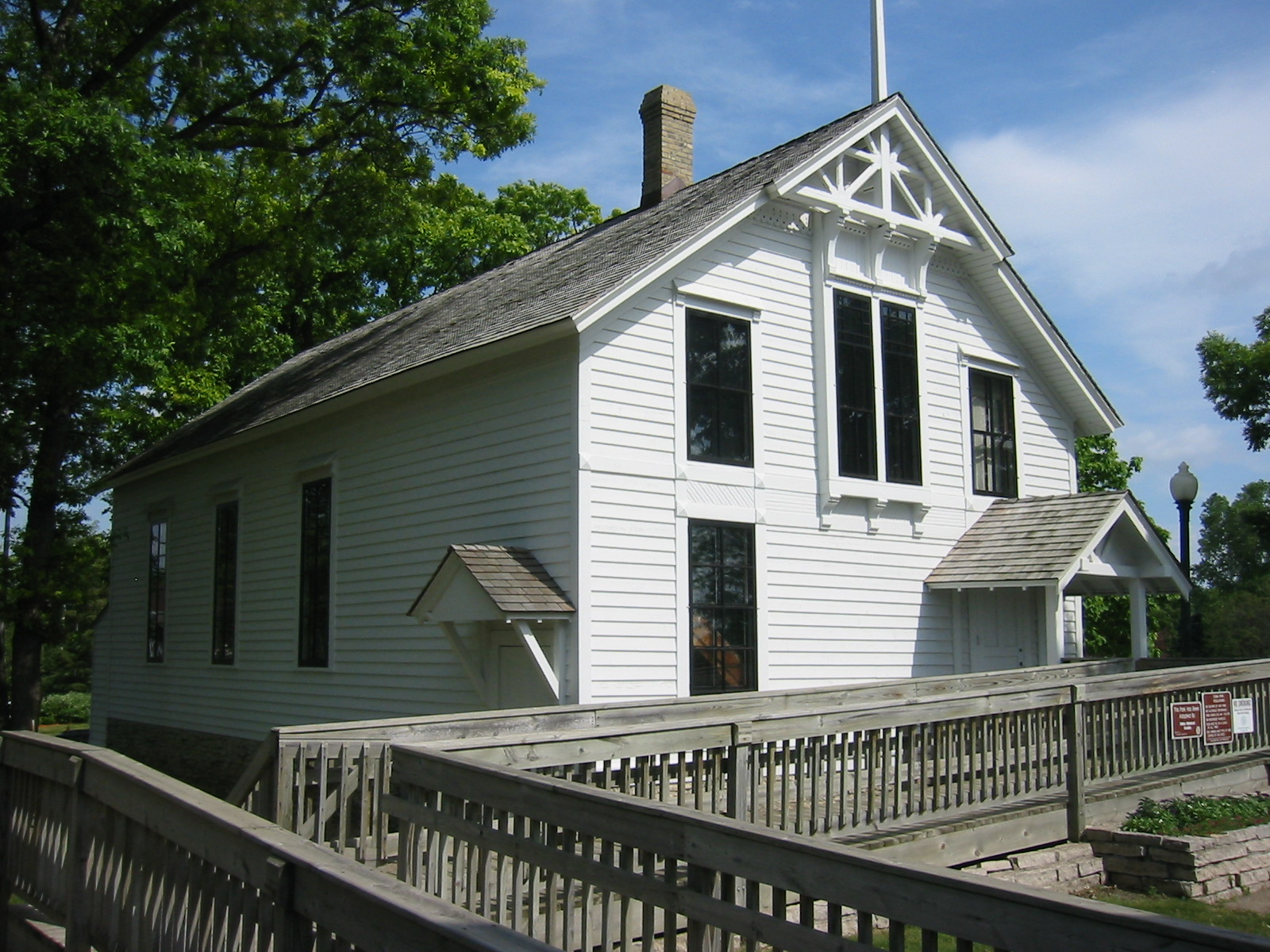
Minnehaha Grange Hall.

Après que la décision de former un nouveau village fut prise, un débat suivit concernant le nom de ce nouveau village. Plusieurs réunions de village eurent lieu dans le Minnehaha Grange Hall, où les noms « Hennepin Park », « Westfield », et « Edina » furent proposés. Des notes prises par Henry F. Brown, un fermier et futur propriétaire (1889) du Moulin d'Edina (Edina Mill), sont résumées comme suit:
« Un long débat s'ensuivit concernant le nom que devait porter la corporation. Un mouvement s'était formé pour reprendre en considération le vote pris à la réunion précédente concernant le nom du futur village, Westfield. Un autre mouvement avait alors été formé par Andrew Craik pour appeler le futur village Edina (en déménageant en 1869 depuis Edinburgh, il acheta et renomma le moulin en Edina Mill). Après que le mouvement ait décidé, James A. Bull, un membre du comité de cinq personnes, forma un autre mouvement pour ajourner, ce qui fut secondé par la majorité. Mais le président de la réunion qualifia ce mouvement d'illégitime, et un désordre s'ensuivit où Baird, Wilson, Ryan et Bull déclarèrent leur intention de ne plus vouloir être membres du comité si une décision minoritaire devait être prise. Pendant ce moment passionné, la réunion devint quelque peu chahuteuse jusqu'à ce que, après quelques minutes, l'ordre fut restauré. Voyant que le travail ne pouvait être fait à cette heure, une résolution finale fut passée pour ajourner la réunion à une date ultérieure. »
Le matin suivant, le nom Edina fut finalement choisi avec un vote de 47 pour et 42 contre.

### Edina aujourd'hui
Aujourd'hui, beaucoup des noms de rues d'Edina sont choisis d'après ceux des familles dont les fermes étaient établies dans la région.
Les habitants d'Edina sont considérés riches (ex. : la médiane de revenu par ménage à Edina en 1999 était de 66 019 dollars comparé à 37 974 dollars pour Minneapolis et à 47 111 dollars pour l'État du Minnesota), ce qui a mené certains à les appeler les « cake eaters » (signifiant les « mangeurs de gâteau »). Cette expression autrefois péjorative est une référence à la citation « Qu'ils mangent de la brioche ! » de Jean-Jacques Rousseau (bien que beaucoup attribuent la citation à Marie-Antoinette d'Autriche), et est souvent utilisée aujourd'hui dans les slogans dans les rivalités sportives de la région. Son utilisation peut être vue, par exemple, dans le film de Disney The Mighty Ducks, où l'expression est utilisée en référence au personnage Adam Banks, qui vient d'Edina.
Bien qu'Edina compte quelques milliardaires dans ces habitants, les plus connus étant Richard M. Schulze et Carl Pohlad,, Edina a une population de tous les niveaux de revenus (ex. : 3,3 % de la population d'Edina vivaient sous le seuil de pauvreté en 1999).

## Éducation

### Établissements publics
Edina fait partie du District Scolaire Indépendant (ISD) 273, qui s'occupe principalement d'enfants venant d'Edina. Il y a environ 7 500 élèves de la maternelle au lycée avec 1 139 professeurs et autres personnels de support dans six écoles primaires, deux collèges (de la 6e à la 3e), et un lycée (de la seconde à la terminale). Les bureaux du district administratif sont situés au Edina Community Center.
| Écoles primaires            | Collèges                  | Lycées            |
| --------------------------- | ------------------------- | ----------------- |
| Concord                     | South View Middle School  | Edina High School |
| Creek Valley                | South View Middle School  | Edina High School |
| Cornelia                    | South View Middle School  | Edina High School |
| Highlands                   | Valley View Middle School | Edina High School |
| Countryside                 | Valley View Middle School | Edina High School |
| Normandale French Immersion | Valley View Middle School | Edina High School |

### Établissements privés
Il y a trois écoles privées à Edina. Our Lady of Grace (OLG), qui est une école catholique avec des élèves de la maternelle à la 4e, St. Peters Lutheran School, et Calvin Christian School.

### Universités
- Devry University
- Keller Graduate School of Management
- Cardinal Stritch University

## Personnalités nées ou ayant habité à Edina
- Lynsey Bartilson - Actrice[12]
- Dorothy Benham - Miss America, 1977[13]
- Paris Bennett - Candidate à la 5e saison d'American Idol[14]
- John Denver - Musicien et chanteur[15]
- Julia Duffy - Actrice[16]
- Mardy Fish - Joueur de tennis professionnel
- Ric Flair - Catcheur professionnel
- Bill Nyrop - Joueur de hockey sur glace
- Barbara Peterson - Miss America, 1976[17]
- Kaylin Richardson - Skieuse alpine
- Keith Acton - ancien joueur de hockey professionnel
- Anders Lee - joueur de hockey évoluant avec les islanders de New York
- Angelina Lawton - femme d'affaires